# César Pastrana
César Augusto Pastrana Guzmán (Cali, 20 de junio de 1964) es un empresario, dirigente deportivo, y director técnico. Fue presidente de Independiente Santa Fe, desde 2010 hasta 2018, club del cual es hincha y también máximo accionista.

## Biografía
César Augusto nació en Cali. Llegó a Bogotá y empezó a trabajar en la empresa Casa Caterpillar una filial de la empresa estadounidense Caterpillar. Allí, inició como mensajero, después pasó a la bodega, y después estuvo 2 años y medio trabajando como vendedor. Después se fue de la empresa, y se fue a crear su propia empresa de nombre Prodecat. Después regresó a Casa Caterpillar pero esta vez para comprar la compañía. Con eso empezó a incursionar en el fútbol con el equipo Caterpillar Motor que juega en Hexagonal del Olaya, y en la Liga de fútbol de Bogotá. Después de un tiempo con el equipo amateur, pasó a ser el presidente de la Liga de fútbol de Bogotá donde ayudó a licenciar a técnicos y a llevar las riendas de más de 180 equipos.
En marzo de 2010 llegó a la presidencia de Independiente Santa Fe. Entre los años 2007 y 2009, Pastrana Guzmán hizo un curso de director técnico organizado por Asociación del Fútbol Argentino.

### Presidente de Independiente Santa Fe
Asumida la presidencia del club el 2 se marzo del 2010, Pastrana, cuando este pasaba por una difícil situación económica. Para que el club saliera de la quiebra, Pastrana tuvo que invertir de su dinero, logrando que los números dejaran de ser desfavorables para el club bogotano. En su primer año como presidente, Pastrana fue mejorando a poco la situación del equipo, que llegó a los cuadrangulares semifinales del Torneo Finalización.
Para el 2011, el presidente de Santa Fe, logró que la multinacional inglesa Umbro, siguiera patrocinando al equipo, además en el segundo semestre del año hizo que la marca de tenis Croydon patrocinará al equipo, mejorando así las finanzas poco a poco. Ese segundo semestre, el club tuvo cambio de entrenador, porque Arturo Boyacá dejó el cargo, y en su reemplazo se nombró a Wilson Gutiérrez. A pesar del cambio, el equipo llegó a cuartos de final de la Copa Sudamericana, y a los cuadrangulares en el Torneo Clausura. 
El 15 de julio de 2012, Santa Fe, se coronará campeón por séptima vez en su historia; terminando así con 36 años y medio sin poder ganar un título de liga. Ese día, tanto Pastrana como el técnico y los jugadores entraron en la historia del equipo y del fútbol colombiano. Ahí empezaría uno de las mejores épocas de Independiente Santa Fe. Durante el 2013, Santa Fe gana el título de la Superliga tras vencer al rival de patio, Millonarios, llegar a la final del Torneo Apertura y a las semifinales de la Copa Libertadores. Para 2014, Santa Fe es campeón del Torneo finalización 2014 II al vencer a Independiente Medellín, consiguiendo su octava estrella. El 15 de diciembre de 2015, Santa Fe se coronaba por primera vez en su historia en un campeonato internacional tras ganar la Copa Sudamericana, siendo el primer equipo de Colombia en conseguirla. En 2016, el dirigente recibió críticas tras un muy flojo primer semestre causado por las malas contrataciones, y la salida del técnico  Gerardo Pelusso (técnico ganador de la Sudamericana), tras un problema interno con el capitán Omar Pérez. A principios del mes de junio, Pastrana anuncia que se retiraba de la presidencia del club, decisión que detuvo poco tiempo después. En el segundo semestre de 2016, el equipo logra el título de la Copa Suruga Bank en Japón y el campeonato de la Torneo Finalización 2016, ante Deportes Tolima logrando obtener la novena estrella para el equipo.
En 2016 se crea el equipo profesional femenino de Independiente Santa Fe, apodado Las Leonas el cual compite en la liga femenina de 2017 obteniendo excelentes resultados, este equipo se conforma por alianzas con clubes aficionados como Soccer Future o Gol Star, por contrataciones de figuras del fútbol a nivel internacional y experimentadas jugadoras de la selección Colombia. Campeonas, siendo las primeras campeonas del torneo femenino, con una asistencia a la final de 33.327 espectadores. Renunció en 2018 para asumir un cargo en la Federación Colombiana de Fútbol.
Durante su presidencia se logran 3 títulos de Liga de Colombia, 3 Superliga de Colombia, una Copa Sudamericana y una Copa Suruga Bank que acredita al equipo como uno de los más ganadores de Sudamérica en la década de 2010. Además, hizo que el club pasará a ser un ejemplo administrativo, deportivo y reconocido a nivel internacional.

### Miembro del Comité ejecutivo de la Federación Colombiana de Fútbol
Fue miembro del Comité Ejecutivo de la Federación Colombiana de Fútbol entre 2018 y 2020.